# Rico Gebhardt

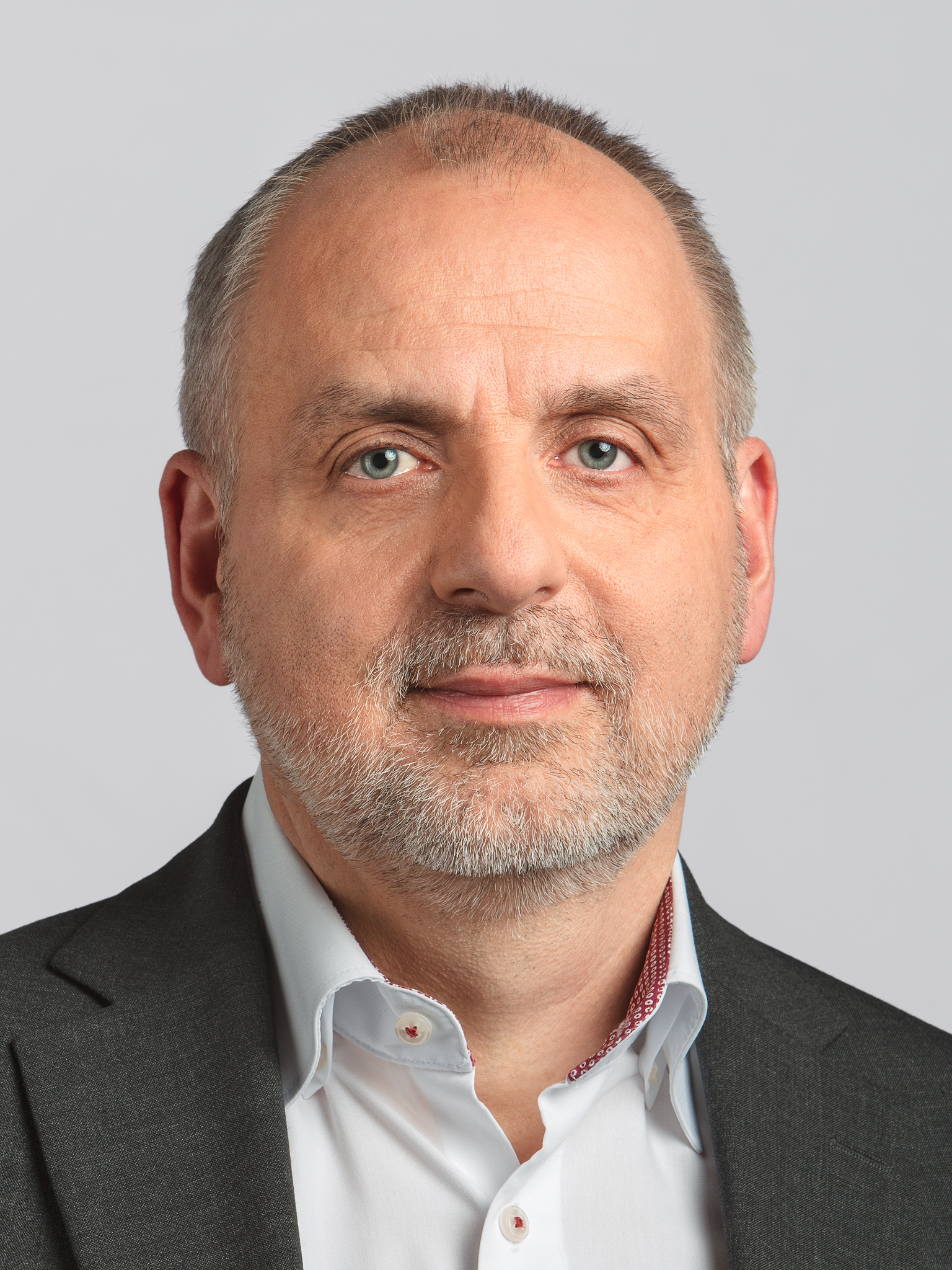
Rico Gebhardt (2019)

Rico Gebhardt (* 27. Mai 1963 in Schlema, Kreis Aue) ist ein deutscher Politiker (PDS/Die Linke). Er ist seit 2004 Mitglied des Sächsischen Landtags, von 2012 bis 2024 als Vorsitzender seiner Fraktion. Von 2009 bis 2017 war er Vorsitzender des sächsischen Landesverbandes. Von August 2012 bis August 2019 war er als Vorsitzender seiner Fraktion Oppositionsführer im Sächsischen Landtag.

## Leben
Rico Gebhardt schloss die Polytechnische Oberschule nach der 10. Klasse ab und absolvierte danach eine Lehre als Koch. Er leistete drei Jahre Wehrdienst bei der Nationalen Volksarmee. Von 1984 bis 1987 war er hauptamtlicher FDJ-Funktionär. Anschließend arbeitete unter anderem als Verkaufsstellenleiter, Bereichsleiter im Handel und Geschäftsführer eines Fischgroßhandels. In den 1990er Jahren war er persönlicher Mitarbeiter eines Mitgliedes des Bundestages. Seit 2000 war er hauptberuflich Landesgeschäftsführer der Partei Die Linke im Landesverband Sachsen.
Gebhardt lebt in Dresden, ist verheiratet und hat vier Kinder.

## Politik

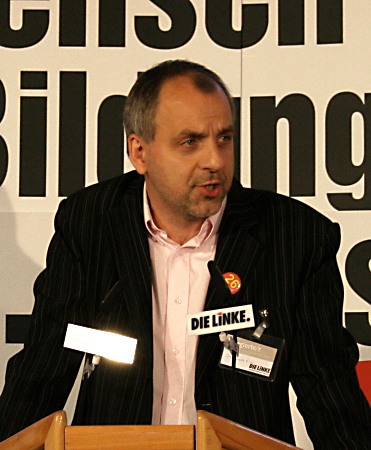
Gebhardt bei einer Parteiveranstaltung 2009

Rico Gebhardt trat 1981 in die SED ein (ab 1990 PDS). Nach der Wiedervereinigung war er für seine Partei auf kommunaler Ebene von März 1990 bis April 2003 Kreisrat im Landkreis Aue-Schwarzenberg und von Juni 1994 bis April 2003 Stadtrat in Aue. Bei den Kommunalwahlen 1994 und 1999 kandidierte er erfolglos für das Amt des Bürgermeisters von Aue.
Von 1999 bis 2009 war Gebhardt Landesgeschäftsführer der PDS (bzw. nach der Umbenennung 2007 Die Linke Sachsen). Seit Oktober 2004 ist er Mitglied des Sächsischen Landtags. Dort ist er Mitglied im Ausschuss für Geschäftsordnung und Immunitätsangelegenheiten sowie im Verfassungs-, Rechts- und Europaausschuss und stellvertretendes Präsidiumsmitglied. In seiner Fraktion ist er innenpolitischer Sprecher. Im September 2009 kandidierte er für das Amt des Fraktionsvorsitzenden, verlor aber deutlich gegen André Hahn.

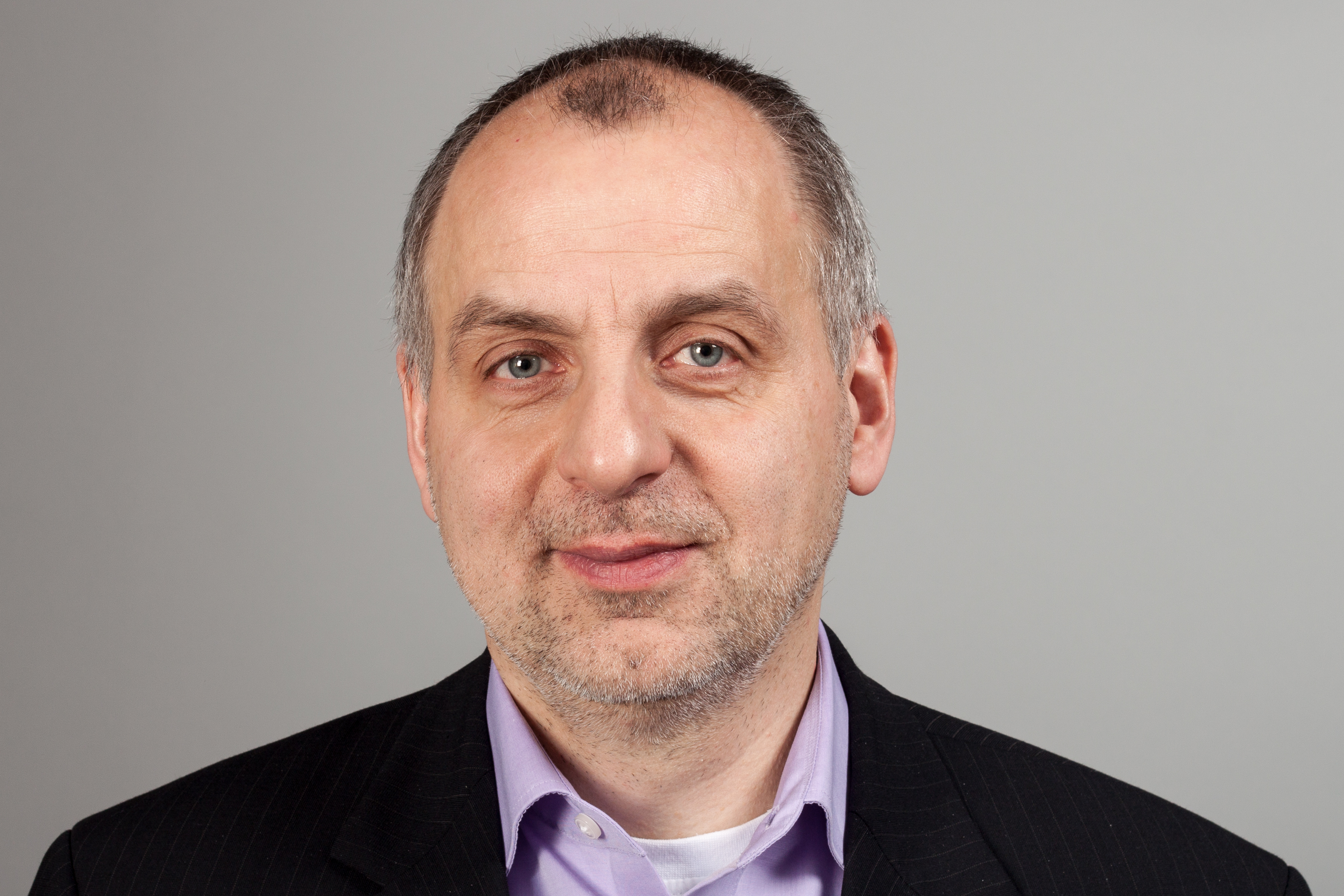
Gebhardt im Landtag 2013

Am 7. November 2009 wurde er als Nachfolger von Cornelia Ernst mit 156 von 202 Stimmen zum Landesvorsitzenden der Linken in Sachsen gewählt und am 5. November 2011 in diesem Amt bestätigt. Am 17. Juli 2012 wurde er als Nachfolger von André Hahn zum Fraktionsvorsitzenden der Linken im Sächsischen Landtag gewählt. Diesen Vorsitz hat er am 1. August 2012 übernommen.
Am 16. November 2013 nominierte ihn ein Landesparteitag in Leipzig zum Spitzenkandidaten seiner Partei für die Landtagswahl am 31. August 2014. Im November 2017 wurde er als Vorsitzender der Landespartei – auf seinen Vorschlag – von Antje Feiks abgelöst, Gebhardt behielt jedoch den Fraktionsvorsitz. Zur Landtagswahl 2019 trat er erneut als Spitzenkandidaten der Linken an. Er wurde erneut in den Landtag gewählt und behielt den Fraktionsvorsitz. Nach der Landtagswahl im September 2024, bei der er erneut in den Landtag gewählt wurde, gab er den Fraktionsvorsitz an Susanne Schaper ab.
Im Juni 2021 wurde bekannt, dass der sächsische Verfassungsschutz illegal Daten über Gebhardt sammelte.